# Kawaii metal
Kawaii metal (também conhecido como Kawaiicore, do japonês Metal fofo), é um gênero musical que mistura elementos de heavy metal e J-pop que foi criado no Japão no início da década de 2010. Uma típica composição de kawaii metal envolve a fusão do instrumental encontrado em vários gêneros de metal com melodias de J-pop e uma estética de Idols japoneses. Os temas das letras de Kawaii metal normalmente são menos pesadas em relação aos outros subgêneros de metal.

## Estilo e Características

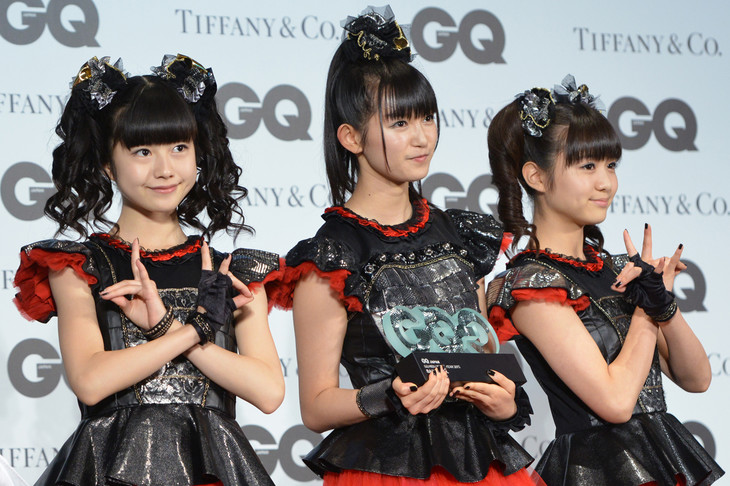
Babymetal (Pioneiras do Kawaii metal) no GQ Men of the Year de 2015.

Embora já existissem algumas bandas que podem ser encaixadas no gênero, a banda Babymetal é considerada a inventora do gênero Kawaii metal. Angelica Wallingford do site City Times opina que o album epônimo de estréia do Babymetal foi pioneiro no gênero musical. Wallingford também definiu o gênero, e álbum, como uma "mistura de gêneros variados incluindo pop, rock, heavy metal, electronic dance music, industrial e death metal sinfônico". Um contribuidor convidado do The Independent acredita que o gênero é derivado do J-pop e vários gêneros de metal extremo, citando "speed metal, power metal, black metal e metal industrial".Enquanto discutia sobre Babymetal, Rob Nash do The Sydney Morning Herald opinou que o gênero consistia de "thrash metal coberto de melodias pop açucaradas". Nash também acreditava que a música "Awadama Fever", do segundo álbum da banda, exemplificava o gênero, dizendo que a faixa continha "pedaços de guitarras raivosas e batidas indançáveis, enquanto as garotas [Babymetal] cantam sobre a 'febre das bolhas' e mastigar chiclete".

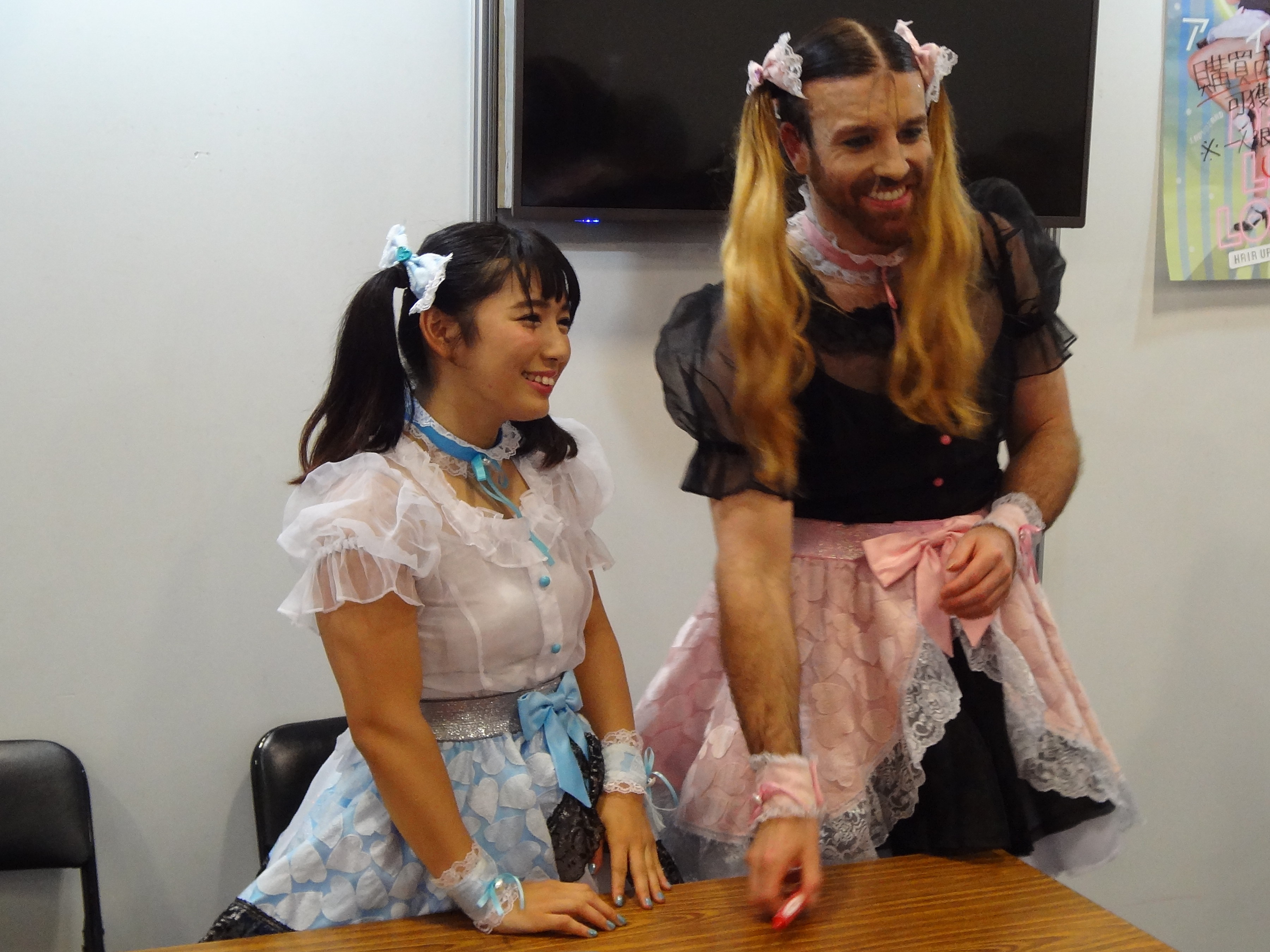
Deadlift Lolita em 2017.

Discutindo Ladybeard e Ladybaby, Jake Clerand do The Sydney Morning Herald definiu o gênero como "pop sacarino com growling de heavy metal".Alex Weiss do Paper definiu o gênero como "hard rock com ganchos pop doces". Weiss também usou as faixas "Karate" e "Road of Resistance" como exemplos para explicar as perspectivas líricas que difere o kawaii metal de outros gêneros de metal, dizendo que musicas de kawaii metal "oferecem uma perspectiva que as vezes falta nas letras agressivas, hiper-masculinas que normalmente são presentes na maioria dos sucessos do gênero[metal]".Felix Clay do Cracked.com também acredita que o gênero tem letras menos agressivas, citando que o gênero tem letras sobre "tópicos de música pop como gatinhos, chocolate, e diversão".

## Exemplo de bandas do estilo
| Banda           | País de origem | Ano de formação |
| --------------- | -------------- | --------------- |
| Aldious         | Japão          | 2008            |
| Babymetal       | Japão          | 2010            |
| Band-Maid       | Japão          | 2013            |
| Dazzle Vision   | Japão          | 2003            |
| Deadlift Lolita | Japão          | 2017            |
| Doll$Boxx       | Japão          | 2012            |
| Kamen Joshi     | Japão          | 2013            |
| Ladybaby        | Japão          | 2013            |
| Necronomidol    | Japão          | 2014            |